# Гораєць (Підкарпатське воєводство)
Гораєць (пол. Gorajec)  — в Польщі, у гміні Чесанів Любачівського повіту Підкарпатського воєводства.
Населення — 171 особа (2011).

## Географія
Село розташоване на Терногородському плато над річкою Гнійник (пол. Gnojnik) на відстані 2 кілометри на північний схід від центру гміни міста Чесаніва, 12 кілометрів на північ від центру повіту міста Любачева і 86 кілометрів на схід від столиці воєводства  — міста Ряшіва.

## Назва
У 1977-1981 рр. в ході кампанії ліквідації українських назв село називалося Домброва (пол. Dąbrowa).

## Історія
Перші сліди поселень на теренах Горайця походять з часів неоліту.
У XI-XIII століттях на цих землях існувало Перемишльське руське князівство зі столицею в Перемишлі, яке входило до складу Галицького князівства, а пізніше Галицько-Волинського князівства — Королівства Русі.
Після захоплення цих земель Польщею територія 1340–1772 роках входила до складу Руського воєводства Королівства Польського.
Село Гораєць засноване в 1564 році на волоському праві на землях сусіднього села Жуків (пол. Żuków (województwo podkarpackie)) за бажанням великого коронного гетьмана та, одночасно, любачівського старости Яна Тарновського (пол. Jana Tarnowskiego). Початково село мало назву пол. Horajec й до кінця XVIII століття входило до складу власності любачівського старости. Пізніше було продане на торгах баронові Йозефові Бруніцкому (пол. Józef Brunicki).
1772 року внаслідок першого поділу Польщі Гораєць відійшов до імперії Габсбургів.
На початку XX століття село перейшло у власність родини Ваттманів (пол. Wattmanów).
Мешканці села належали до парафії в сусідньому селі Жукові; певний час, від 1618 року і до кінця XVIII століття, існувала самостійна парафія.
1921 року в Горайці проживало 994 особи, переважно греко-католицького віросповідання. В селі існував Народний Дім, у якому діяли школа, читальня «Просвіти» та магазин споживчої кооперації.
1939 року в селі проживало 1 160 мешканців, з них 1 080 українців-грекокатоликів, 40 українців-римокатоликів, 20 поляків та 20 польських колоністів міжвоєнного періоду.
1939 року після розчленування Польщі біля Горайця пройшла лінія кордону. Само село знаходилось в утвореній гітлерівцями Генеральній губернії, а сільський цвинтар — в СРСР. Там же опинився населений поляками присілок Дібровка (пол. Dąbrowka), мешканців якого з прикордонної території представники органів НКВС депортували в Сибір.
У період з 1944 по 1947 роки мешканців Горайця української національності тероризовано, грабовано, мордовано поляками, а саме село спалено. Збереглась дерев'яна церква Різдва Пресвятої Богородиці, збудована в 1586 р., яка була дочірньою в парафії Жуків Чесанівського деканату Перемишльської єпархії.
У березні-квітні 1944 року в околицях села Окружним Проводом ОУН, керованим Іваном Грабцем (псевдо «Гармаш»), для захисту українського населення теренів було сформовано сотню «Залізняка» Української повстанської армії під командуванням Івана Шпонтака, яка згодом виросла кількісно, була реорганізована в курінь «Месники», що діяв на Закерзонні аж до цілковитої депортації українців в 1947 році внаслідок етнічної чистки — акції «Вісла».
6 квітня 1945 року підрозділи Внутрішніх Військ Польщі (пол. Korpus Bezpieczeństwa Wewnętrznego) провели так звану «пацифікацію» Горайця (пол. Zbrodnia w Gorajcu), під час якої замордовано близько 170 осіб.
Корінне українське населення внаслідок виселення українців у 1945 році в СРСР, убивства та депортації (144 особи) решти в 1947 році в рамках акції Вісла на понімецькі території Польщі вбите або вивезене зі своєї історичної батьківщини. Жителі села в рядах ОУН і УПА чинили опір етноциду.
У 1950-х роках на землях, що в минулому належали мешканцям села, створено державне сільськогосподарське підприємство (пол. Państwowe Gospodarstwo Rolne).
У 1960-х роках збудовано школу.
У 1975-1998 роках село належало до Перемишльського воєводства.
1977 року Гораєць, як і деякі інші села, де раніше переважало українське населення (наприклад, Жогатин), було перейменовано — на Діброву (пол. Dąbrowa).
| «В 1970-х роках польські комуністичні верховоди у Варшаві видали розпорядження про зміну назв усіх населених пунктів на Закерзонні, які звучали по-українськи, на назви, які б звучали чисто по-польськи. Але згодом від виконання цього розпорядження відступили. Сталося це під тиском польських прогресивних сил, а також під тиском міжнародної думки.[7]» |
1981 року селу повернули історичну назву — Гораєць.
Починаючи з 2008 року, у селі проходять неформальні зустрічі прихильників народної культури — Фольковиська (пол. Folkowiska).
15-17 липня 2011 року відбувся перший офіційний Фестиваль Культури Пограниччя Фольковисько 2011. Найважливішими подіями стали: Вечір Оповідача під патронатом Анждея Стасюка та Фолькова Ніч.
13-15 липня 2012 року відбувся Фестиваль Культури Пограниччя Фольковисько 2012, у якому, серед інших колективів, взяла участь змішана польсько-українська музична група Дагадана (пол. Dagadana).

## Населення
Демографічна структура станом на 31 березня 2011 року:
|          | Загалом | Допрацездатний вік | Працездатний вік | Постпрацездатний вік |
| -------- | ------- | ------------------ | ---------------- | -------------------- |
| Чоловіки | 94      | 25                 | 56               | 13                   |
| Жінки    | 77      | 14                 | 45               | 18                   |
| Разом    | 171     | 39                 | 101              | 31                   |

- 1921 — 994 особи;
- 1938 — 1 160 осіб, з них 1 077, або 92,84 % — українців, решта — поляки та євреї[4];
- 2005 — 107 осіб;
- 2006 — 140 осіб

## Відомі люди
Бійцями куреня «Месники» стали принаймні 22 уродженці села Гораєць.
- отець Іван Лебедович — капелан УГА, письменник[9].

## Пам'ятки історії та культури
В селі знаходиться дерев'яна греко-католицька церква Різдва Пресвятої Богородиці (пол. Cerkiew Narodzenia Najświętszej Marii Panny w Gorajcu), одна з найстаріших в Польщі, збудована в 1586 як філіальна церква парафії в Жукові. На даний момент вона належить парафії в Чесанові. Церква в Горайці внесена до переліку об'єктів, що лежать на шляху дерев'яної архітектури (пол. Szlak Architektury Drewnianej (województwo podkarpackie), рос. Путь деревянной архитектуры (Подкарпатское воеводство)).
До пам'яток історії належать також каплиця 19 століття (пол. Kaplica NMP w Gorajcu) та греко-католицький цвинтар (пол. Cmentarz w Gorajcu).